# Resolució 636 del Consell de Seguretat de les Nacions Unides
La Resolució 636 del Consell de Seguretat de les Nacions Unides, adoptada el 6 de juliol de 1989 després de reafirmar les resolucions 608 (1988) i 609 (1988) i coneixent la deportació de vuit palestins per Israel dels territoris ocupats el 29 de juny de 1989, el Consell va condemnar les deportacions continuades i va reafirmar l'aplicabilitat de la Quarta Convenció de Ginebra referint-se a la protecció dels civils en els temps de la guerra.
La resolució també va fer una crida a Israel per garantir el retorn segur i immediat dels deportats i cessar les deportacions de civils. La situació va ser presentada a l'atenció del Consell per part de Síria i el president del Consell de Seguretat de les Nacions Unides en aquell moment, Iugoslàvia.
La resolució 636 va ser aprovada amb 14 vots contra cap, amb l'abstenció dels Estats Units.